# Punta de l'Àliga (Arnes)
La Punta de l'Àliga és una muntanya de 753 metres que es troba al municipi d'Arnes, a la comarca catalana de la Terra Alta.